# إريك هوستيد
إريك هوستيد (بالدنماركية: Erik Husted) هو لاعب هوكي الحقل دنماركي، ولد في 3 يناير 1900 في Helsingør Municipality ‏ في الدنمارك، وتوفي في 10 يوليو 1988 في كوبنهاغن في الدنمارك.

## وصلات خارجية
- إريك هوستيد على موقع أوليمبيديا (الإنجليزية)